# Celia Hoyles

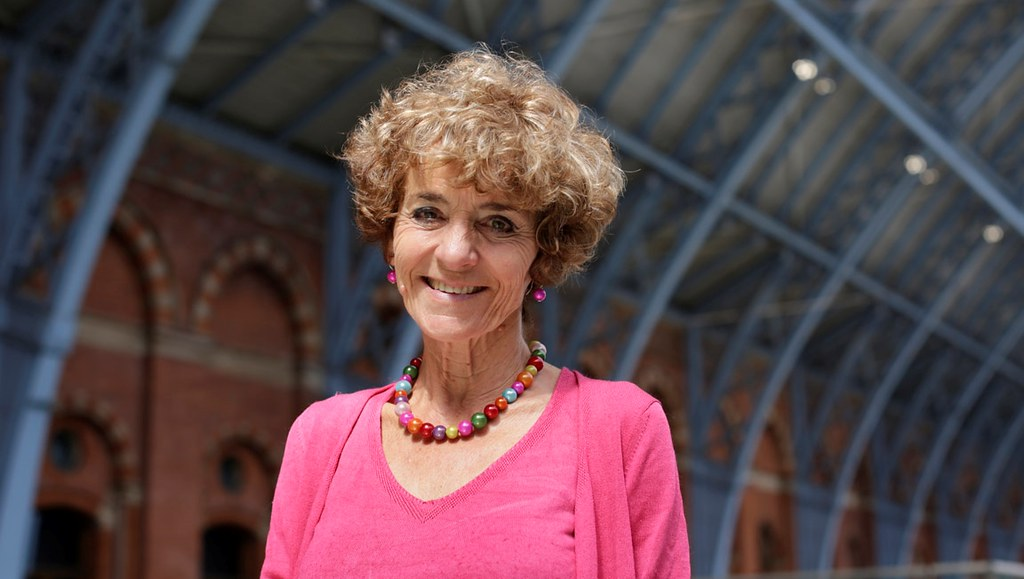
Celia Hoyles, 2016

Dame Celia Hoyles DBE (* 18. Mai 1946 in London) ist eine britische Mathematikerin. Sie ist Professorin für Didaktik der Mathematik am UCL Institute of Education.

## Leben und Forschung
Hoyles wurde als Celia Mary French als jüngste von drei Töchtern geboren und wuchs in einer bürgerlichen Familie in einem Vorort von Essex auf. Sie besuchte von 1957 bis 1964 die Loughton County High School, studierte danach Mathematik an der Manchester University und schloss 1967 mit einem First Class Honours-Abschluss in Mathematik ab. Sie wurde mit dem Dalton-Preis für den besten erstklassigen Abschluss in Mathematik ausgezeichnet. 1967 begann sie in London zu unterrichten. 1969 heiratete sie Martin Hoyles und studierte an der University of London für ein PGCE (Post Graduate Certificate in Education Teaching Qualification). Sie erhielt 1971 die PGCE mit Auszeichnung und setzte ihr Teilzeitstudium für einen Master-Abschluss fort. 1972 wurde sie zur Dozentin am Polytechnic of North London (heute: London Metropolitan University) und erhielt 1973 einen Master of Education mit Auszeichnung an der University of London. 1975 begann sie zu promovieren, parallel zu ihrer Arbeit am Polytechnic of North London. 1980 promovierte sie mit einer fachdidaktischen Dissertation. 1984 wurde sie zur Professorin für Didaktik der Mathematik am Institute of Education der University of London (heute Institute of Education am University College London) ernannt. Dies war ein neu eingerichteter Lehrstuhl, und als sie ernannt wurde, war sie die jüngste Professorin an der Universität von London. In den späten 1980er Jahren war sie Co-Moderatorin von Fun and Games, einer Fernseh-Quizshow zur Hauptsendezeit über Mathematik. 1996 heiratete sie ihren zweiten Ehemann, den Mathematiker Richard Noss, mit dem sie ab Mitte der 1980er Jahre viele Artikel gemeinsam verfasste. Von 2004 bis 2007 war sie Regierungsberaterin für Mathematik und von 2007 bis 2013 Director of the National Centre for Excellence in the Teaching of Mathematics. Von 2014 bis 2015 war sie President of the Institute of Mathematics and its Applications. Sie hat Ehrendoktorwürden von The Open University (2006), der Loughborough University (2008) und der Sheffield Hallam University (2011).

## Auszeichnungen
- 2003: Hans-Freudenthal-Medaille, Internationalen Kommission für Mathematikunterricht
- 2004: Officer des Order of the British Empire (OBE), New Year Honours 2004
- 2010: Kavli-Bildungsmedaille, Royal Society
- Fellow der Akademie der Sozialwissenschaften (FAcSS)
- 2014: Dame Commander des Order of the British Empire (DBE)

## Mitgliedschaften
- Council for National Academic Awards (1979–84)
- International Committee of the International Group for the Psychology of Mathematics Education (1983–87)
- President: British Society for Research into Learning Mathematics (1984–86)
- Economic and Social Research Council Research Grants Board (1994–99)
- Chair: Joint Mathematical Council of the United Kingdom (1999–03)
- Founding Member: Advisory Committee on Mathematics Education (2002–04)
- Executive Committee of the International Commission on Mathematical Instruction (2006–09);
- European Mathematical Society, Committee for Mathematics Education (2008–16)
- President: Mathematics Section of the British Science Association (2013)
- President: Institute of Mathematics and its Applications (2014–15)
- Advisory Board for the new Interactive Gallery, Science Museum (2014)
- Advisory Board for the new Mathematics Gallery, Science Museum (2014)

## Veröffentlichungen (Auswahl)
- Mathematics Education and Technology-Rethinking the Terrain, 2009, ISBN 978-1-4419-0146-0.